# Ulrich Schilling von Cannstatt

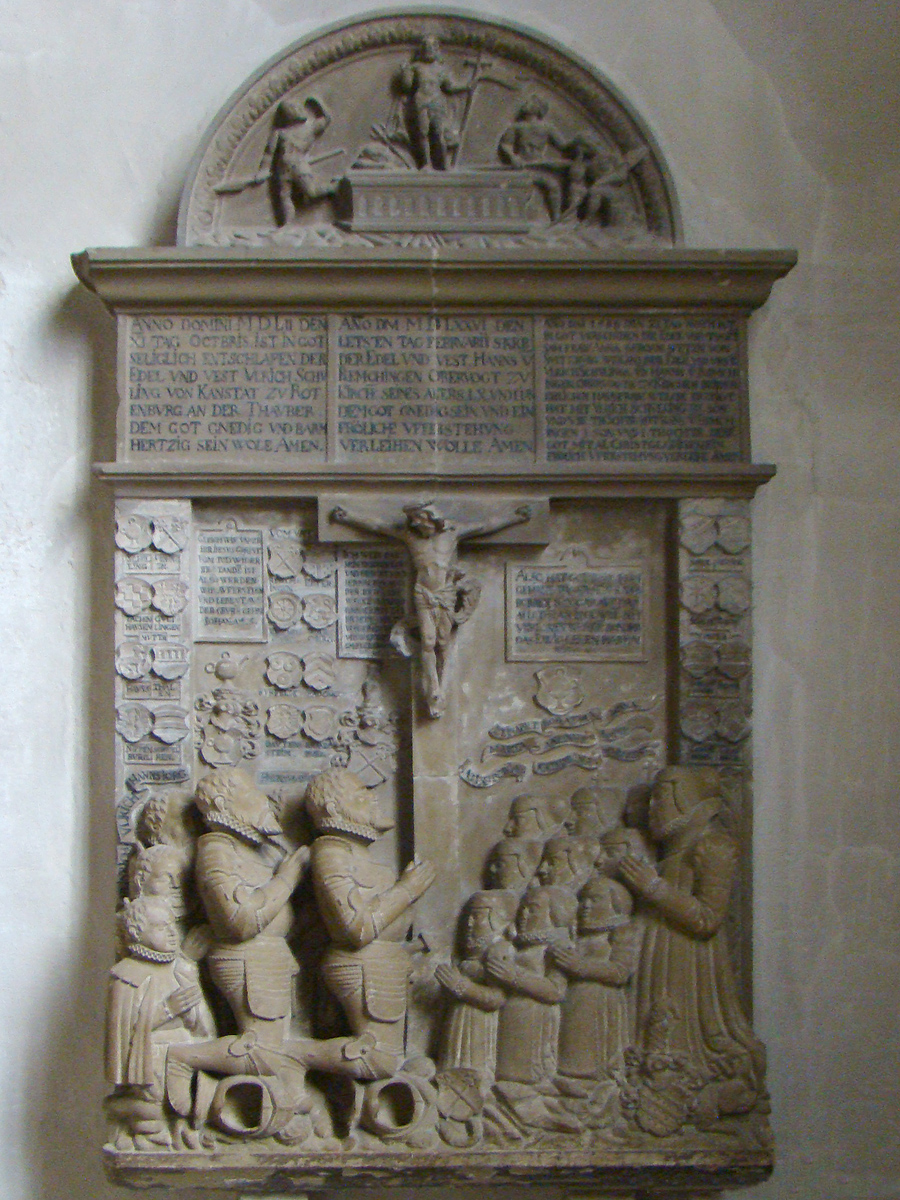
Grabmal für Anna geb. Späth von Sulzburg mit Ulrich Schilling von Cannstatt und Hans von Remchingen in der Martinskirche von Kirchheim unter Teck

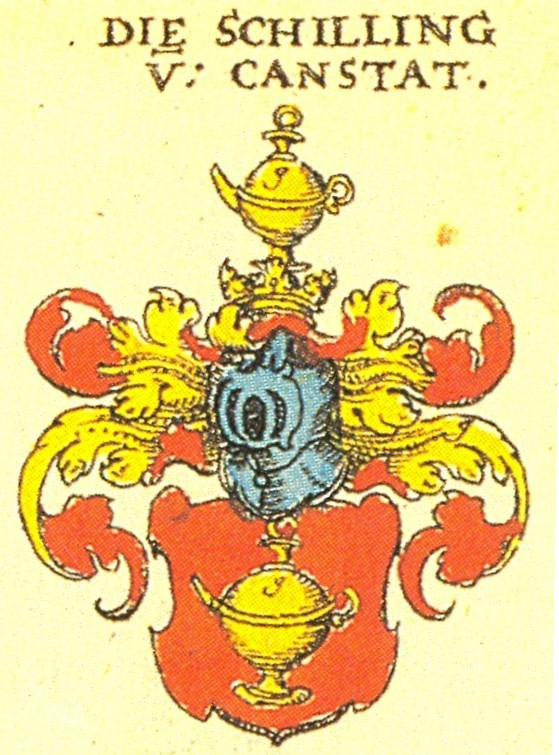
Wappen aus Siebmachers Wappenbuch

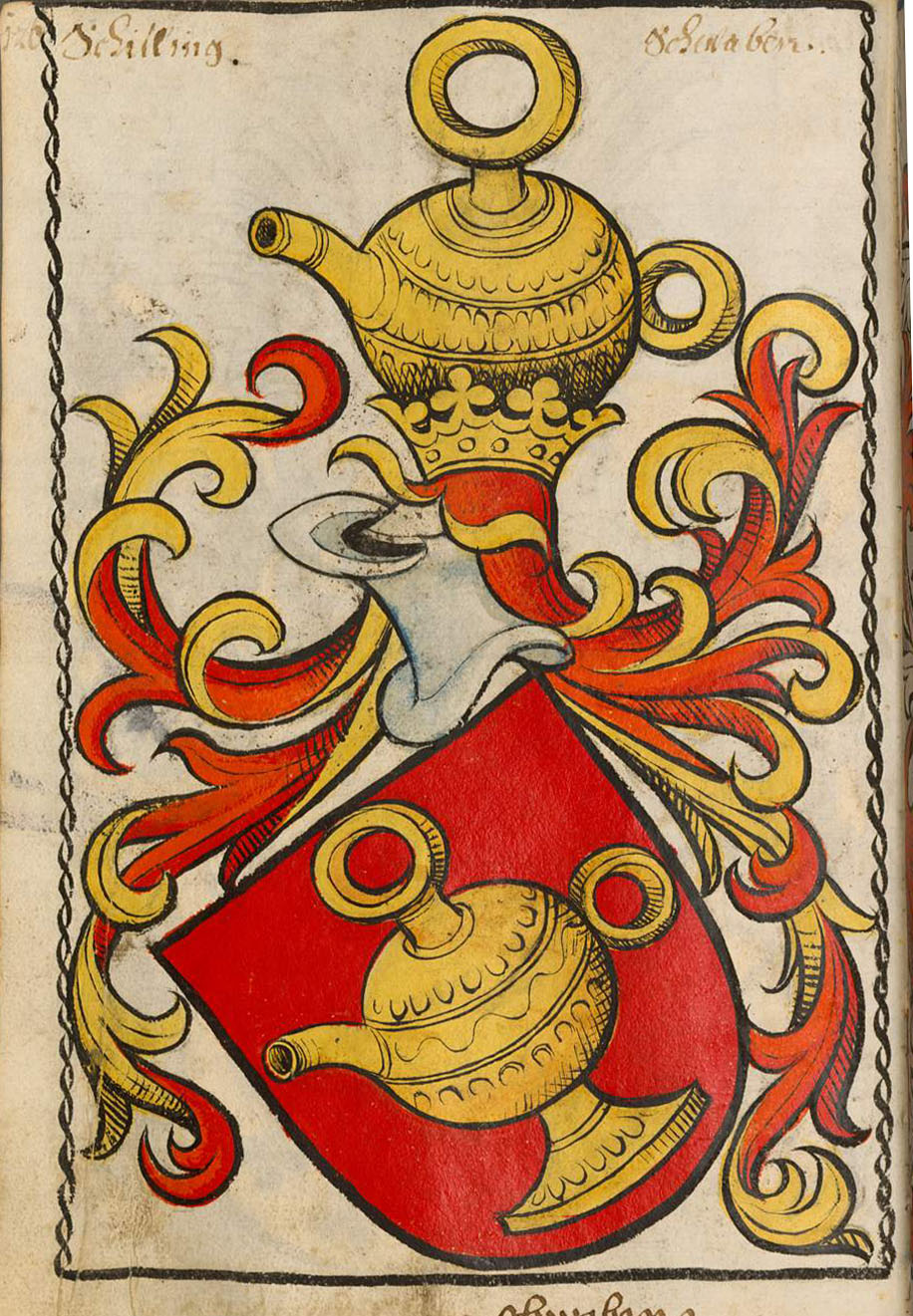
Wappen aus dem Scheiblerschen Wappenbuch

Ulrich Schilling von Cannstatt (* 1485; † 11. Oktober 1552 in Rothenburg ob der Tauber) war Erbschenk in Schwaben, Herr zu Tübingen und Doctor juris.

## Leben und Wirken
Am 6. Oktober 1628 empfing er von Kaiser Karl V. die Mitbelehnung auf das Erbschenkenamt in Schwaben. Im Jahr 1532 wollte er seinen Anteil an Wielandstein an Heinrich Schilling in Cannstatt verkaufen. Dieser Kauf scheint aber nicht zustande gekommen zu sein, da er nach einer anderen Urkunde im Jahr 1533 am Montag nach Kreuzerhöhung mit seinem Bruder Bertold das Gut Wielandstein an die Gemeinde zu Oberlenningen für 2100 fl verkauft hat. In den Jahren 1540 und 1542 reklamierte er die Stiftung seiner Vorfahren zu Neuffen von denen Herzogen von Württemberg.
Im Jahr 1546 im Schmalkaldischen Religionskrieg, als Herzog Ulrich von Württemberg bei Kaiser Karl V. mit andern Fürsten in Ungnade gefallen war, war er Burgvogt zu Tübingen und verteidigte mit dem dortigen Obervogt, Sigmund Herter von Herteneck, das Schloss Tübingen lange und standhaft gegen die Kaiserlichen, obwohl das Schloss dreimal aufgefordert wurde, sich zu ergeben.
Am 8. Januar 1547 wurde Herzog Ulrich auf einen Fußfall seiner Gesandtschaft vom Kaiser wieder begnadigt und in seine Lande eingesetzt, worauf er am 12. Januar 1547 von Twiel nach Tübingen kam, um in der Stadt die Huldigung zu bekommen, die den Kaiserlichen zustand und um den Rittern zu danken, die mit ihm das Schloss erhalten hatten. Im Jahr 1548 erschien er im Auftrag der Ritterschaft, beim Württembergischen Landtag in Nürtingen. Er starb am 11. Oktober 1552 in Rothenburg ob der Tauber bei seinem Bruder, der dort Kommentur des Malteserordens war, und hat in der Martinskirche von Kirchheim unter Teck ein Epitaph.
Seine Gemahlin war Anna Späth von Sulzburg († 23. November 1586), die sich in zweiter Ehe mit Hans von Remchingen, Obervogt zu Kirchheim, vermählte, der am 28. Februar 1576 im 61. Lebensjahr in der Lauter ertrank.